# Le Bossu de Notre-Dame (téléfilm, 1982)
Le Bossu de Notre-Dame (The Hunchback of Notre Dame) est un téléfilm américain réalisé en 1982 par Michael Tuchner et Alan Hume d'après l'œuvre de Victor Hugo.

## Synopsis
Frollo, l'archidiacre de Notre Dame est tombé amoureux de la gitane Esméralda. Accusée de vol il lui accorde l'asile mais elle refuse ses avances et s'enfuit. Quasimodo le sonneur de cloches difforme et bossu la rattrape, Pierre Gringoire, un poète de rue tente de la faire échapper mais se fait assommer par Quasimodo. Ce dernier est finalement intercepté par les hommes de la garde royale commandé par Phoebus.  Esmeralda tombe amoureuse de ce dernier. Pendant ce temps Pierre Gringoire est capturé par l'assemblé des voleurs et des vagabonds qui le condamne à la pendaison. Esméralda refuse ce jugement et le prend pour époux (pendant quatre ans) uniquement pour lui sauver la vie. Quasimodo est condamné à recevoir le fouet et à être exposé au pilori, Esméralda a pitié de lui et lui donne à boire. Frollo, apprenant qu'Esméralda a rendez-vous dans un hôtel borgne avec Phoebus se rend sur les lieux et poignarde le militaire. Esméralda est capturée, soupçonnée, torturée, jugée et condamnée à la pendaison. Quasimodo la sauve et la fait se réfugier dans l'église. Phoebus a survécu mais se refuse à intervenir pour casser la condamnation d'Esméralda qui repousse toujours les avances de Frollo. Ce dernier demande donc au parlement un édit annulant le droit d'asile de la jeune femme. Apprenant la nouvelle, Gringoire pousse l'assemblée des voleurs et des vagabonds à attaquer la cathédrale pour tenter de sauver la jeune femme. Quasimodo se méprenant sur les intentions des assaillants les empêche d'entrer en lançant de lourds projectiles. Quasimodo en voyant Frollo s'attaquer à la jeune femme devient fou de rage et le tue, puis se jette du haut des tours après avoir guidé Esméralda et Gringoire dans un passage secret

## Fiche technique
- Titre : Le Bossu de Notre-Dame
- Titre d'origine : The Hunchback of Notre Dame
- Scénario : John Gay
- Réalisation : Michael Tuchner et Alan Hume
- Durée : 100 minutes
- Diffusion : 4 février 1982
- Musique : Ken Thorne
- Photographie : Alan Hume

## Distribution
- Lesley-Anne Down : Esméralda
- Anthony Hopkins (VF : Jean-Pierre Moulin) : Quasimodo
- Derek Jacobi : Archidiacre Claude Frollo
- David Suchet : Clopin Trouillefou
- Gerry Sundquist : Pierre Gringoire
- Tim Pigott-Smith : Phillipe
- John Gielgud : Jacques Charmolue
- Robert Powell : Capitaine Phoebus
- Nigel Hawthorne : Magistrat
- Roland Culver : Évêque
- Rosalie Crutchley : Simone
- David Kelly : Tavernier
- Joseph Blatchley : Albert
- Dave Hill : Coppenhole
- Donald Eccles : Juge
- Timothy Bateson :
- Jack Klaff : Officier
- Kenny Baker : Pickpocket
- Stanley Lebor : Tortionnaire

## Autour du film
- Le happy-end ne respecte pas la lettre et l'esprit du roman de Victor Hugo[réf. nécessaire]